# 穆格爾河
9°55′07″N 37°55′50″E / 9.91861°N 37.93056°E

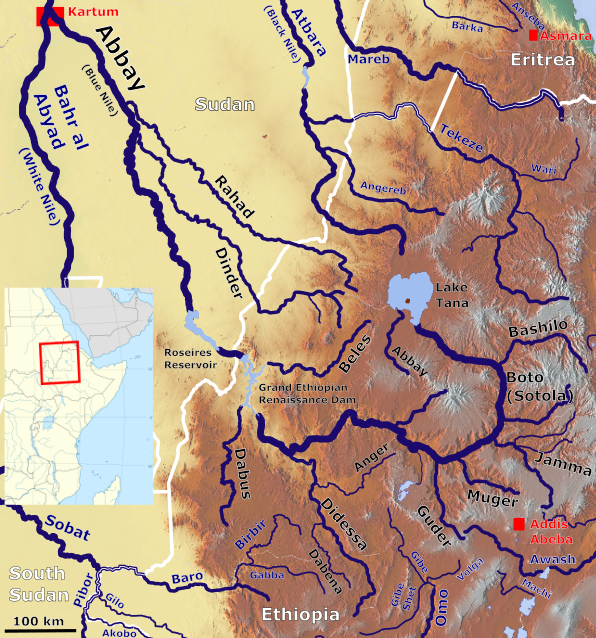

穆格爾河是埃塞俄比亞的河流，位於該國中部，屬於青尼羅河的支流，流域面積8,188平方公里，以其深邃的峽谷而著稱，該河流的河谷在1976年發現恐龍化石。